# Hexametilbenzen
Hexametilbenzenul sau melitenul este un compus organic cu formula C6(CH3)6. Este o hidrocarbură aromatică sintetică cu șase grupe metil legate de nucleul format din 6 atomi de carbon. Compusul are o importanță istorică în domeniul cristalografiei cu raze X. În 1929, Kathleen Lonsdale a demonstrat pentru prima dată forma hexametilbenzenului și astfel a arătat că nucleul benzenic este hexagonal și plat. 

## Obținere
Hexametilbenzenul poate fi preparat în urma reacției dintre fenol și metanol la 400 °C în prezența oxidului de aluminiu ca și catalizator. 

## Proprietăți
Melitenul poate fi oxidat la acid melitic: